# Birth of the 10th! Kamen Riders All Together!!
Birth of the 10th! Kamen Riders All Together!! (10号誕生!仮面ライダー全員集合!! Jūgō Tanjō! Kamen Raidā Zen'in Shūgō!!) là một chương trình truyền hình Tokusatsu đặc biệt của năm 1984. Bộ phim chúc mừng sự ra đời của chiến binh Kamen Rider thứ 10 - Kamen Rider ZX

## Cốt truyện
Murasame Ryo và em gái của ông đang trên máy bay thì họ bị Tổ chức ngầm Badan tấn công, sau đó chúng bắt cả hai, chúng giết chết em của ông và biến cô ấy thành một chiến binh cho Badan, nhưng ông đã thoát được. Tuy nhiên, nhờ một tai nạn mà Ryo có lại bộ nhớ của mình, ông trở thành Kamen Rider ZX, và ông bám theo xem Badan có kế hoạch gì thì gặp 2 Rider trước đó là Riderman và Super-1, ông nghĩ họ là thành viên của Badan nên ông tấn công họ, nhưng họ đã thuyết phục được ông và sau đó họ cho Ryo xem cách chiến đấu của 9 Rider trước, trong lúc đó mỗi Rider chiến đấu với Badan ở những nơi Badan xuất hiện. Sau khi tiêu diệt hết những tên này Ryo cùng 9 Rider còn lại tập hợp và đập tan tổ chức Badan.

## Diễn viên
- Shun Sugata trong vai Ryo Murasame
- Hiroshi Miyauchi trong vai Shiro Kazami
- Takehisa Yamaguchi trong vai Joji Yuki
- Shunsuke Takasugi trong vai Kazuya Oki
- Tetsuya Nakayashiki (Played trong vai 中屋敷 鉄也) trong vai Eisuke Mikage, Jigokuroid (voice)
- Kenji Ushio trong vai Ambassador Darkness
- Eiji Karasawa trong vai Dr. Hajime Kaidō
- Kaneomi Ōya trong vai Dr. Itō
- Yumiko Miyake trong vai Rumi Ichijō
- Toshie Fukushima trong vai Shizuka Murasame
- Takeshi Sasaki trong vai Kamen Rider 2 (voice)
- Michihiro Ikemizu trong vai Kamen Rider 1 (voice)
- Keisuke Yamashita trong vai Kamen Rider X (voice)
- Tetsuya Kaji trong vai Skyrider (voice)
- Kazuo Niibori trong vai Kamakiroid (voice)
- Goro Naya trong vai The Generalissimo of Badan (voice)
- Shinji Nakae trong vai người dẫn chuyện

## Bài hát
Opening theme
- "Dragon Road" (ドラゴン・ロード Doragon Rōdo?)
  - Lyrics: Shotaro Ishinomori
  - Composition: Shunsuke Kikuchi
  - Arrangement: Kōji Yoshimura (吉村 浩二 Yoshimura Kōji?)
  - Artist: Akira Kushida

Ending theme
- "Let's Go!! Rider Kick" (レッツゴー!!ライダーキック Rettsu Gō!! Raidā Kikku?)
  - Lyrics: Shotaro Ishinomori
  - Composition & Arrangement: Shunsuke Kikuchi
  - Artist: Masato Shimon (as Kōichi Fuji) with Male Harmony

## Other media

### Manga
1. Kamen Rider ZX (TV Magazine manga) (仮面ライダーZX Kamen Raidā Zekurosu?)
2. Kamen Rider ZX (Adventure King manga) (仮面ライダーZX Kamen Raidā Zekurosu?)
3. Kamen Rider ZX (TV Land manga) (仮面ライダーZX Kamen Raidā Zekurosu?)
4. Kamen Rider Spirits (仮面ライダーSPIRITS Kamen Raidā Supirittsu?)
5. Shin Kamen Rider Spirits (新・仮面ライダーSPIRITS Shin Kamen Raidā Supirittsu?)

### S.I.C. Hero Saga
1. Dragon Road (ドラゴンロード Doragon Rōdo?)

### Novel
1. Kamen Rider ZX: Original Story (仮面ライダーZX オリジナルストーリー Kamen Raidā Zekurosu Orijinaru Sutōrī?)

### Audio Dramas
1. All Night Nippon's radio drama